# Tešio (PM-15)
Tešio (PM-15) je hlídkový ledoborec japonské pobřežní stráže. Má schopnosti ledoborce operujícího v oblastech s ledem silným až 75 cm.

## Stavba
Plavidlo postavila v letech 1994–1995 japonská loděnice NKK v Curumi.

## Konstrukce
Plavidla nesla jeden rotační 20mm kanón JM61-RFS Sea Vulcan na přídi. Plavidla jsou vybavena záchranářskými čluny ze sklolaminátu. Pohonný systém tvoří dva naftové motory, každý o výkonu 1800 hp, pohánějící dva kort trysky se stavitelnými lopatkami. Manévrovací schopnosti zlepšují dvojená kormidla a jeden příďový dokormidlovací zařízení. Nejvyšší rychlost dosahuje 14,5 uzlů.